# Jónas Hallgrímsson

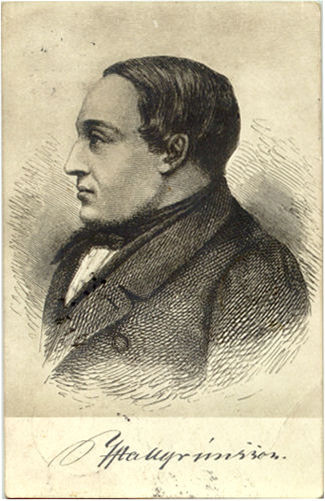
Jónas Hallgrímsson

Jónas Hallgrímsson (n. 16 noiembrie 1807 - d. 26 mai 1845) a fost un scriitor și naturalist islandez.
A scris o lirică romantică, inspirată din frumusețile peisajului natal.
În proza sa, a cultivat umorul, ironia, burlescul și este considerat inițiatorul nuvelisticii islandeze.
A scris povești în maniera lui Hans Christian Andersen.
A tradus din Heinrich Heine.
A fost fondator al revistei Fjölnir.